# Worth It (single)
"Worth It" is een single van de Amerikaanse meidengroep Fifth Harmony, samen met rapper Kid Ink. In Nederland haalde het nummer een 26e positie in de Top 40. In België haalde het een 14e positie in de Vlaamse Ultratop 50,  en een 27e plek in de Waalse Ultratop 50.

## Tracklijst
| Nr. | Titel                  | Duur |
| --- | ---------------------- | ---- |
| 1.  | Worth It (met Kid Ink) | 3:44 |

| Nr. | Titel                  | Duur |
| --- | ---------------------- | ---- |
| 1.  | Worth it (met Kid Ink) | 3:44 |
| 2.  | Worth It (zonder rap)  | 3:05 |

| Nr. | Titel                                                    | Duur |
| --- | -------------------------------------------------------- | ---- |
| 1.  | Worth It (Dame Esta Noche) (met Kid Ink, Spaanse versie) | 3:43 |

## Hitnoteringen

### Nederlandse Top 40
| Positie: | 39 | 30 | 28 | 27 | 26 | 25 | 26 | 28 | 29 | 31 | 33 | 28 | 26 | 29 | 31 | 37 | uit |

### NederlandseSingle Top 100
| Hitnotering: 09-05-2015 t/m 31-10-2015 | Hitnotering: 09-05-2015 t/m 31-10-2015 | Hitnotering: 09-05-2015 t/m 31-10-2015 | Hitnotering: 09-05-2015 t/m 31-10-2015 | Hitnotering: 09-05-2015 t/m 31-10-2015 | Hitnotering: 09-05-2015 t/m 31-10-2015 | Hitnotering: 09-05-2015 t/m 31-10-2015 | Hitnotering: 09-05-2015 t/m 31-10-2015 | Hitnotering: 09-05-2015 t/m 31-10-2015 | Hitnotering: 09-05-2015 t/m 31-10-2015 | Hitnotering: 09-05-2015 t/m 31-10-2015 | Hitnotering: 09-05-2015 t/m 31-10-2015 | Hitnotering: 09-05-2015 t/m 31-10-2015 | Hitnotering: 09-05-2015 t/m 31-10-2015 | Hitnotering: 09-05-2015 t/m 31-10-2015 | Hitnotering: 09-05-2015 t/m 31-10-2015 | Hitnotering: 09-05-2015 t/m 31-10-2015 | Hitnotering: 09-05-2015 t/m 31-10-2015 | Hitnotering: 09-05-2015 t/m 31-10-2015 | Hitnotering: 09-05-2015 t/m 31-10-2015 | Hitnotering: 09-05-2015 t/m 31-10-2015 | Hitnotering: 09-05-2015 t/m 31-10-2015 | Hitnotering: 09-05-2015 t/m 31-10-2015 | Hitnotering: 09-05-2015 t/m 31-10-2015 | Hitnotering: 09-05-2015 t/m 31-10-2015 | Hitnotering: 09-05-2015 t/m 31-10-2015 | Hitnotering: 09-05-2015 t/m 31-10-2015 | Hitnotering: 09-05-2015 t/m 31-10-2015 |
| Week:                                  | 1                                      | 2                                      | 3                                      | 4                                      | 5                                      | 6                                      | 7                                      | 8                                      | 9                                      | 10                                     | 11                                     | 12                                     | 13                                     | 14                                     | 15                                     | 16                                     | 17                                     | 18                                     | 19                                     | 20                                     | 21                                     | 22                                     | 23                                     | 24                                     | 25                                     | 26                                     |                                        |
| -------------------------------------- | -------------------------------------- | -------------------------------------- | -------------------------------------- | -------------------------------------- | -------------------------------------- | -------------------------------------- | -------------------------------------- | -------------------------------------- | -------------------------------------- | -------------------------------------- | -------------------------------------- | -------------------------------------- | -------------------------------------- | -------------------------------------- | -------------------------------------- | -------------------------------------- | -------------------------------------- | -------------------------------------- | -------------------------------------- | -------------------------------------- | -------------------------------------- | -------------------------------------- | -------------------------------------- | -------------------------------------- | -------------------------------------- | -------------------------------------- | -------------------------------------- |
| Positie:                               | 92                                     | 83                                     | 73                                     | 66                                     | 64                                     | 52                                     | 45                                     | 36                                     | 33                                     | 31                                     | 27                                     | 25                                     | 28                                     | 30                                     | 32                                     | 31                                     | 33                                     | 34                                     | 37                                     | 44                                     | 50                                     | 52                                     | 52                                     | 54                                     | 73                                     | 94                                     | uit                                    |

### 3FM Mega Top 50
| Hitnotering: 13-06-2015 t/m 19-09-2015 | Hitnotering: 13-06-2015 t/m 19-09-2015 | Hitnotering: 13-06-2015 t/m 19-09-2015 | Hitnotering: 13-06-2015 t/m 19-09-2015 | Hitnotering: 13-06-2015 t/m 19-09-2015 | Hitnotering: 13-06-2015 t/m 19-09-2015 | Hitnotering: 13-06-2015 t/m 19-09-2015 | Hitnotering: 13-06-2015 t/m 19-09-2015 | Hitnotering: 13-06-2015 t/m 19-09-2015 | Hitnotering: 13-06-2015 t/m 19-09-2015 | Hitnotering: 13-06-2015 t/m 19-09-2015 | Hitnotering: 13-06-2015 t/m 19-09-2015 | Hitnotering: 13-06-2015 t/m 19-09-2015 | Hitnotering: 13-06-2015 t/m 19-09-2015 | Hitnotering: 13-06-2015 t/m 19-09-2015 | Hitnotering: 13-06-2015 t/m 19-09-2015 | Hitnotering: 13-06-2015 t/m 19-09-2015 |
| Week:                                  | 1                                      | 2                                      | 3                                      | 4                                      | 5                                      | 6                                      | 7                                      | 8                                      | 9                                      | 10                                     | 11                                     | 12                                     | 13                                     | 14                                     | 15                                     |                                        |
| -------------------------------------- | -------------------------------------- | -------------------------------------- | -------------------------------------- | -------------------------------------- | -------------------------------------- | -------------------------------------- | -------------------------------------- | -------------------------------------- | -------------------------------------- | -------------------------------------- | -------------------------------------- | -------------------------------------- | -------------------------------------- | -------------------------------------- | -------------------------------------- | -------------------------------------- |
| Positie:                               | 46                                     | 45                                     | 42                                     | 41                                     | 34                                     | 30                                     | 33                                     | 34                                     | 38                                     | 39                                     | 33                                     | 39                                     | 38                                     | 41                                     | 46                                     | uit                                    |